# Paraxestia
Paraxestia is een geslacht van vlinders van de familie uilen (Noctuidae), uit de onderfamilie Noctuinae.

## Soorten
- P. flavicaudata Warren, 1888
- P. ochrothrix Boursin, 1954